# Hydroporus falli
Hydroporus falli är en skalbaggsart som beskrevs av Willis Blatchley 1925. Hydroporus falli ingår i släktet Hydroporus och familjen dykare. Inga underarter finns listade i Catalogue of Life.